# 足利義澄
足利 義澄（あしかが よしずみ）は、室町幕府の第11代将軍（在任：明応3年12月27日（1495年1月23日） - 永正5年4月16日（1508年5月15日））。
父は堀越公方・足利政知（8代将軍・足利義政の兄）。母は武者小路隆光の娘・円満院。正室は日野富子の姪にあたる日野阿子（富子の兄弟である僧・永俊の娘）。継室は武衛娘。
はじめ法名を清晃（せいこう）といい、還俗後は義遐（）、義高（）、義澄と名乗った。

## 概要
明応2年（1493年）、従兄の10代将軍・足利義稙（義材）が細川政元によって追放されると、11代将軍として擁立された。
その後、義澄は将軍職の奪還を目指す前将軍の義稙と争い、政元とも対立するが、自身の政権を保ち続けた。また、各地の諸大名と連絡を取り、自身の勢力維持に努めた。
しかし、永正5年（1508年）に政元が殺害されると、義稙を擁立する大内義興が上洛の軍を起こしたため、義澄は近江国へ逃れて将軍職を廃され、復帰できないまま死去した。

## 生涯

### 幼少期
文明12年（1481年）12月15日、堀越公方・足利政知の次男として、伊豆で誕生した。母は武者小路隆光の娘・円満院。
当時、政知の長男で異母兄の茶々丸がおり、堀越公方の後継者とされていた。そのため、公方家を継承することはできなかった。だが、茶々丸はのちに廃嫡され、三男の潤童子が後継者となっている。
文明15年（1483年）3月、天龍寺香厳院主の等賢同山が死去した。天龍寺香厳院はかつて、父の政知が院主を務めた寺院であり、彼が伊豆に赴いたのちは、叔父である将軍・足利義政の子息である等賢が院主となっていた。
文明17年（1485年）6月、義政の意向によって、その養子となり、新たな天龍寺香厳院主に定められた。
文明19年（長享元年、1487年）3月、伊豆を離れ、5月28日に上洛した。このとき、300人の御供が従っていた。
6月25日、香厳院主を継承し、剃髪して僧侶になり、法名を清晃と名乗った。
長享3年（延徳元年、1489年）3月、清晃の従兄である9代将軍・足利義尚が死去し、延徳2年（1490年）正月に義政も死去して、室町幕府の将軍の座が空位となった。これにより、清晃を新将軍に擁立する動きが見えた。
だが、この時は義政の未亡人である日野富子の推挙により、清晃の従兄である足利義稙（当時は義材、義政の弟・足利義視の長男）が10代将軍に迎えられた。一方、4月27日に清晃は富子より、かつて富子が義尚とともに暮らしていた小川殿を譲られた。富子が清晃のために小川殿を譲渡しようとした背景には、いきなり権力の座に就いた義稙や義視が暴走しないように牽制する意図があったとされる。
清晃の小川殿徒移は6月に予定されていたが、義稙の父・義視は富子が清晃を次期将軍に立てる準備と疑い、5月18日に小川殿を破却し、富子の所領も差し押さえてしまった。これをきっかけに、義稙と富子との関係は悪化してゆくことになった。
7月5日、義稙が正式に朝廷から将軍に任命されると、8月28日に清晃は義稙と対面した（『政覚大僧正記』延徳2年閏8月9日条）。これは、管領の細川政元や彼の意を受けた葦洲等縁の奔走によるものであった。
延徳3年（1491年）1月、義稙を後見する義視が死去すると、政知は細川政元と協力し、清晃の次期将軍擁立に動き始めた。政知の一連の動きは、政元と協力して義稙を廃し、次男の清晃を次の将軍に、三男の潤童子を堀越公方として、古河公方・足利成氏の討伐を再開させる狙いがあったとする見方がある。政元もまた、九条家出身の細川澄之を養子としており、澄之の母は清晃や潤童子の母・円満院と姉妹であったことから、京都と関東、朝廷と幕府の合体による新政権を構想していたとされる。
4月3日、政知が清晃の擁立計画のさなか、伊豆で死去した。政知の死後、清晃の母・円満院が家政を差配し、潤童子による家督継承が図られたが、7月1日に兄の茶々丸が潤童子と円満院を殺害して、新たな堀越公方になった。

### 明応の政変と将軍就任

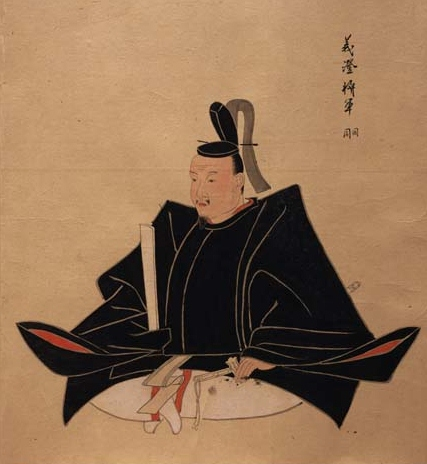
足利義澄像（古画類聚）

明応2年（1493年）4月22日夜、細川政元が日野富子や伊勢貞宗と組み、義稙の河内在陣中にクーデターを起こした（明応の政変）。そして、清晃は政元によって遊初軒（相国寺崇禅院の寮舎）に迎えられ、義稙に代わる将軍として擁立された。清晃は血筋の上では将軍家を継ぐ資格は十分にあり、また伊豆ではなく京都にいたことも擁立のうえで有利に働いた。
さらに、富子が清晃の支持を表明したことで、将軍の直臣である奉公衆も義稙を見捨て、4月27日までに大半が河内から帰京した。加えて、伊勢貞宗も清晃の支持を表明したが、貞宗が政所執事（頭人）の要職を世襲してきた伊勢氏の当主であり、富子と親しかったことも、奉公衆が清晃のもとに参集する大きな要因となったと考えられる。
4月28日、清晃は還俗し、義遐に名を改めた。だが、この時点では元服を行っておらず、成人する必要があった。そのため、元服の実施が当面の目標となった。
閏4月25日、義稙と畠山政長の籠る正覚寺城が陥落し、政長は河内守護代の遊佐長直などの重臣らとともに自害し、義稙も側近らと共に捕らえられた。そして、その身柄は京へ送られ、龍安寺、次いで政元の家臣・上原元秀の屋敷に幽閉されることとなった。
6月19日、義遐は改名し、義高と名乗った。改名の理由は、「遐」の字を不吉と考える禅僧らの進言によるものであった。以後、この名を9年間名乗り続けた。
6月29日、義稙が幽閉されていた上原元秀の屋敷から脱出し、越中守護代の神保長誠のもとに逃れた。越中は畠山尚順（政長の嫡子）が守護を務めており、義稙はこの地より、北国のみならず、全国の大名に支持を呼び掛けた。これにより、足利将軍家は2つに分裂し、義高にとってはその生涯にわたる戦いが開始された。
7月、義高の母・円満院の三回忌法要が行われたのち、9月に幕臣の伊勢盛時（宗瑞、北条早雲）が伊豆の堀越御所にいる茶々丸を攻めた（伊豆討ち入り）。義高が新たな将軍として扱われた結果、堀越公方の権力を奪取した茶々丸は将軍の生母と実弟の殺害犯となった。そのため、義高は堀越御所の近隣に城を持つ幕臣である盛時に対し、その仇討ちを命じたとされる。この伊豆討ち入りは、明応の政変と連動したものであった。
9月上旬、政元が義稙討伐のために派遣した軍勢が、義稙派の越中勢に迎撃され、大敗北を喫した。これにより、越中とその周辺は完全に義稙が掌握し、京都では「義稙が九州の諸大名を率いて上洛する」「政元が義稙の帰京を認めた」「畠山政長が実は生きている」などという怪情報が流れ始めたことで、公家の中には義稙に通じる者も出始めた。そのため、義高はこれに憤慨し、朝廷に「公家や高僧の中に義稙に内通する者がいるので誅伐したい」と伝えたが、逆に朝廷から義高らに苦情が申し入れられて中止となった。
明応3年（1494年）12月27日の卯刻（午前7時）、義高の元服の儀が行われ、元服後に朝廷から将軍宣下を受けて、第11代将軍となった。その元服式は義高が当時の将軍御所として居住していた政元の邸宅で行われ、加冠を政元、理髪を細川尚経、打乱が細川政賢、泔坏が細川尚春と、元服の諸役を全て細川氏一門が占めた。また、政所執事の役についても、義政の元服の儀の際に先例とされた足利義満の元服時の先例が持ち出され、伊勢氏ではなく二階堂氏が務めるべきとして、伊勢貞陸は1日限定で二階堂尚行に執事の地位を譲っている。
なお、この元服式は当初12月20日に行われるはずであったが、政元が烏帽子を被ることを嫌がったため、義高が将軍御所でその当日一日中待たされた挙句、1週間後の27日に延期されていた。この元服式の延期は、政元が儀礼を嫌ったという見方や、政元が義高に自分の存在の重要性を理解させるため、そして牽制するためにあえて延期させたという見方もある。

### 義稙との戦い

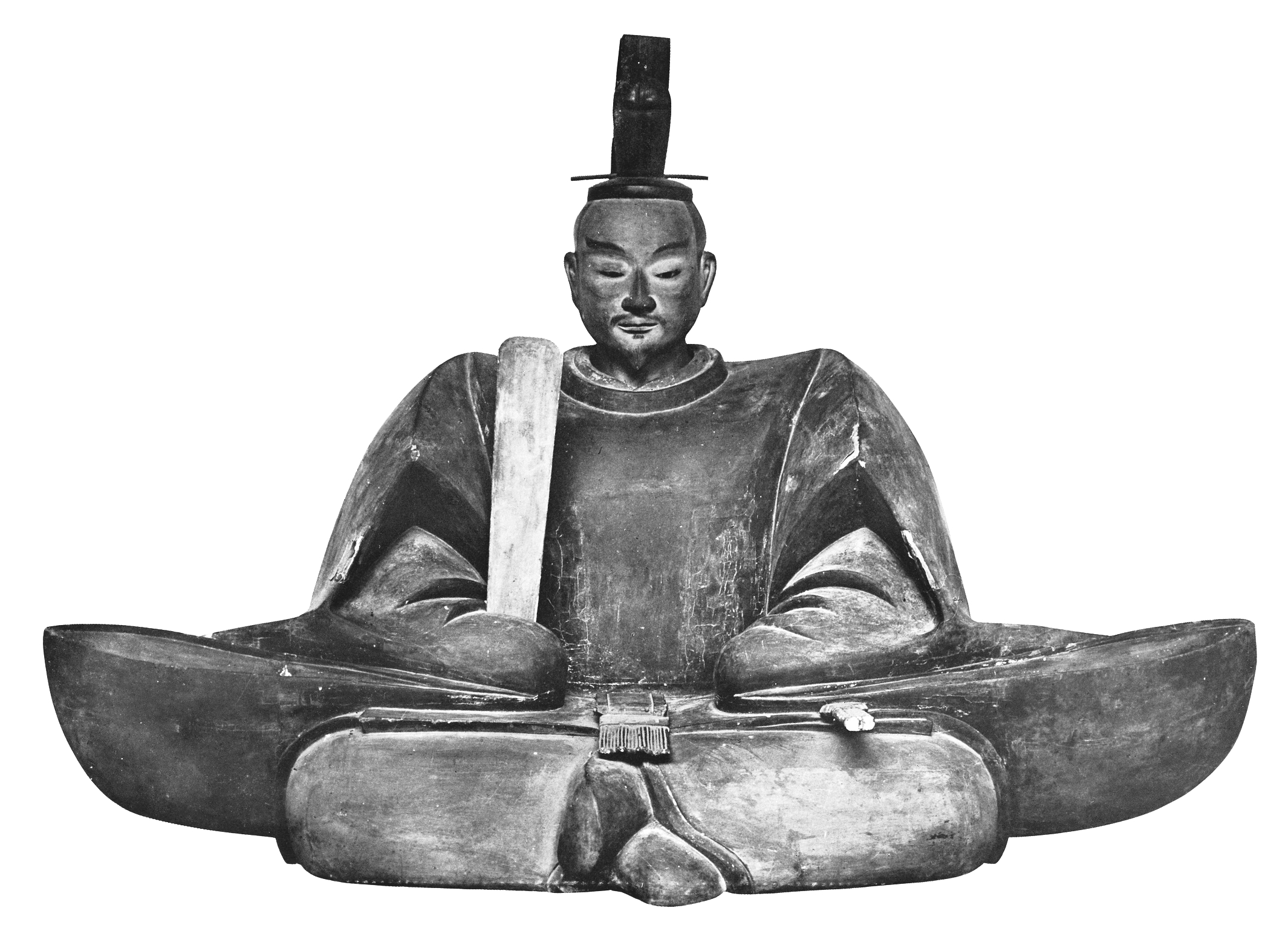
足利義稙

前将軍の義稙は越中を拠点に上洛活動を行い、これを畠山尚順や神保長誠、越後の上杉房能、能登の畠山義統、越前の朝倉貞景が支持し、さらに中国地方や九州にも使者を送り、周防の大内義興、肥後の相良長毎も応じるなど、義稙派が全国規模で形成されつつあった。他方、義高もこうした義稙の行動に対して、各地の諸大名に書状を送り、政元をはじめ、近江の六角高頼、若狭の武田元信、播磨の赤松政則、河内の畠山義豊が味方するなど、義高派も全国規模で形成された。なかには、双方に対して友好的な態度を示す者や、なかには態度を明らかにしない者も多く、さらには豊後の大友政親・材親父子のようにどちらを支持するかで家中が分裂する場合もあった。
明応7年（1498年）8月、義稙は上洛を目指し、9月には越前に入り、朝倉氏の支援の下で上洛を試みた。このころ、畠山尚順が力を蓄え、明応8年（1499年）正月には畠山義豊を敗死させ、畿内南部に一大勢力を築いていた。これにより、義澄は自身のいる京都を南北から挟み撃ちにされる危機に陥った。
京都では動揺が広がり、義稙や尚順が攻め込むことを恐れた人々が、家財を安全なところに隠そうとする有様であった。そのため、7月に政元は家財の隠匿行為を禁止し、違反者は家財を没収すると布告せざるを得なかった。
同月、近江の比叡山延暦寺が義稙に味方し、義稙派の武士と共に根本中堂などに籠った。さらに、僧兵らが義稙の失脚に関わった伊勢貞宗の孫が住持を務める南円院という寺を破却したほか、直後には貞宗自身も討たれるという噂が流れたため、貞宗が政元に合力を求める有様だった。これに対し、政元は京都から家臣の赤沢朝経（宗益）らを派遣し、延暦寺内にいた義稙派を悉く攻め滅ぼした（比叡山焼き討ち）。その際、義稙に内通していた者らの書状が寺内で発見され、その処分が問題になるなど、内通者が続出していたことが判明している。
8月22日、義高は相国寺鹿苑院の住持・景除周麟と対談した際、大名たちが在国して奉公衆の所領や寺社本所領を横領し、将軍の命令に従わず、自身に仕える者達が困窮していることを嘆いている。また、自身が若いことから、政治を伊勢貞宗に委ねているとも述べた。さらに、9年後の足利義満の百年忌までには、「四海太平を成し遂げたい」との決意を語っている。
9月、細川方と畠山尚順との間で、京都の南方において戦いが始まった。戦況は一進一退で決着がつかず、政元は配下に命じて洛中に堀を造らせ、人々には京都から米や塩を持ち出すことを禁じた。また、京都近郊では混乱に乗じた土一揆も発生し、細川方を苦しめた。
そうしたなか、義高も冷静さを失い、相国寺の僧侶に武具の貸与を要請した際に「ない」と断られたことで激怒し、「本日中に軍費千貫文を用意しなければ、寺を破却する」と言い放った。景除周麟が伊勢貞宗に相談した結果、貞宗は「不当である」と述べ、義高に命令を撤回させている（『鹿苑日録』明応8年9月7日、8日条）。
11月、義稙が近江坂本に本陣を置くと、21日に政元の一族である細川政春・高国父子が迎撃のために派遣された。22日、京都の将軍御所では、義高の御前において、政元と伊勢貞宗、武田元信が今後の対応を協議した。
だが、協議のさなか、義稙が六角高頼の攻撃によって敗走したとの報が入り、義高は窮地を脱した。このとき、義稙は鎧を捨てて逃げる程の大敗に追い込まれ、延暦寺を経由して、西国の有力大名である大内義興を頼って周防山口に落ち延びた。義稙と連携していた畠山尚順もまた、南北から挟み撃ちにする計画が頓挫したことで、紀伊に引き上げていった。
しかし、義稙はなおも上洛を諦めず、大内義興と共に味方を募り、安芸の毛利弘元、肥後の相良長毎や阿蘇惟長らに協力を求めた。他方、義高もまた、義興と対立する豊後の大友親治や大内高弘、肥前の少弐資元に協力を呼び掛けたほか、文亀元年（1501年）5月には朝廷から義興治罰の綸旨を獲得した。義興を朝敵にすることにより、政情を優位に運ぼうとしたようであるが、義稙との戦いは依然として継続された。

### 政元との対立

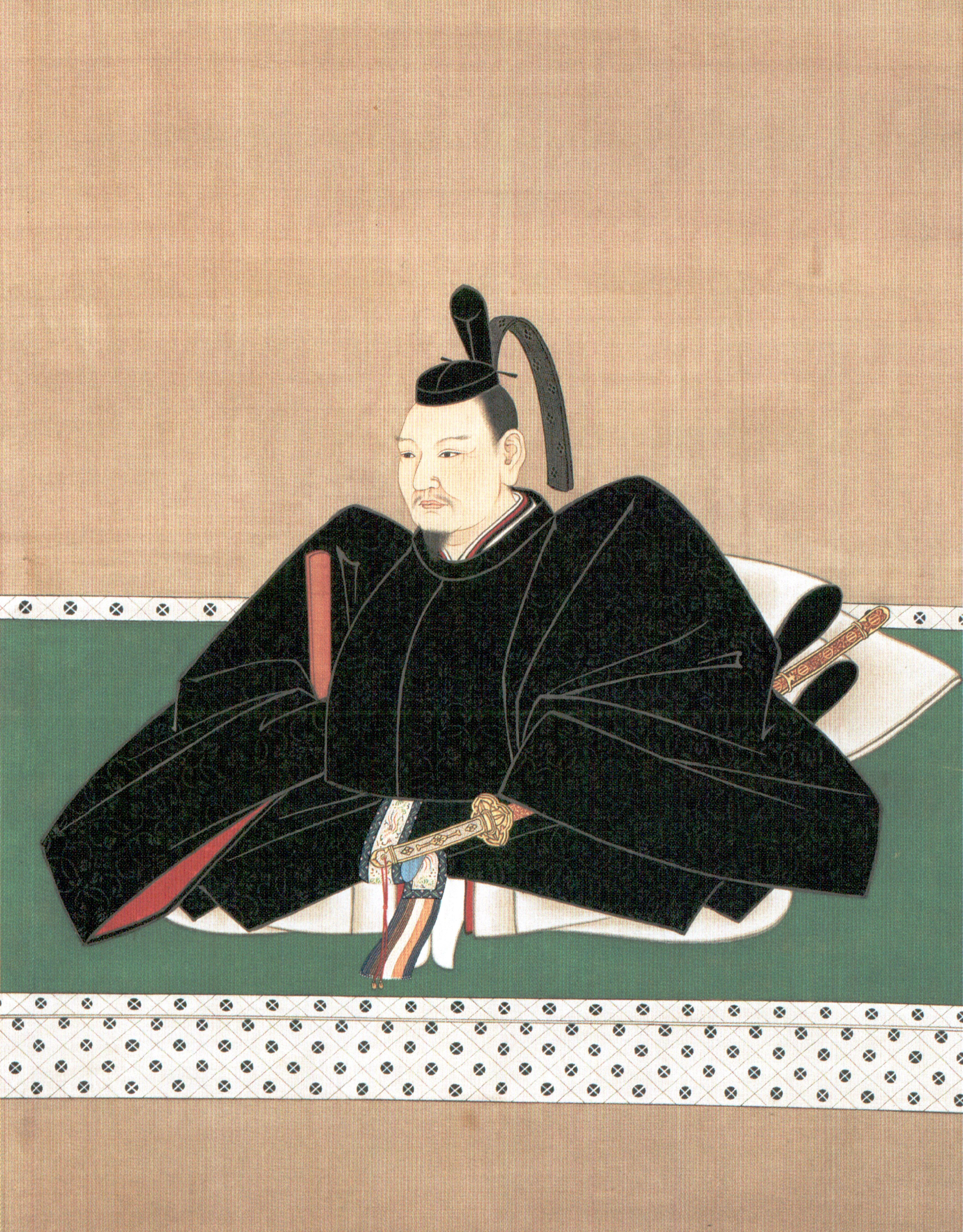
細川政元

義稙が周防に下向したことで、その脅威が遠のき、義高の政権は安泰期に入った。京都の公家らの日記を見ても、義稙が越中にいたころは脅威とする記事がしばしば見られたが、周防に去った後はそうした記事も見られなくなった。だが、義高は義稙の脅威から解放されると、自ら政務を行おうとしたため、政元と激しく対立するようになった。
文亀元年正月、義高と政元の不和が見え始め、同月末になっても政元は出仕しなかった。その後、政元は出仕を再開するも、対立は解消されなかった。
文亀2年（1502年）2月17日、政元は家臣の安富元家の宿所に赴くと、隠居と称して、そこに引き籠るようになった。さらに、政元は京都から領国に下向すると言い放ち、義高を慌てさせた。
3月9日、政元は丹波神吉に下向した。義高は隠居を慰留したが、政元は応じず、宇治の槙島城に移って在国し続けた。
4月23日、義高は自ら槙島城に赴き、政元を慰留した。これに政元もようやく応じ、隠居を撤回し、25日に上洛した。
7月21日、義高は名を改め、義澄と名乗った。これは、同月12日に参議に昇進し、従四位下に叙され、左近衛中将を兼任したことで、決意を新たにしたものと思われる。だが、任官に対する返礼として行われようとしていた拝賀と、後柏原天皇の即位礼費用の献上が、政元の反対で中止となっている。
8月4日、義澄は政元との対立から隠居と称し、京都岩倉の金龍寺（妙善院）に出奔した。金龍寺は日野富子と関係の深い寺院であり、妙善院は富子の法名であった。義澄がわざわざこの寺を選んだ理由は、富子から正統な将軍家の継承者として承認されていたことや、政元の専横を内外に改めて知らしめるためであったと考えられる。
その後、政元が説得のために金龍寺に赴くと、義澄は義稙の弟・義忠の殺害など7ヶ条の要求を突き付けた。この当時、幕臣や公家の中に義稙と内通する者が相次いでおり、義澄は義稙の親族の扱いにかなり神経質になっていた。義澄はまた、政元が義忠を新将軍として擁立し、義稙と和睦したのち、自身を追放するのではないかと疑っていたと考えられる。
8月6日、政元が自身にかけられた疑念を晴らすため、義忠を殺害するに至った。義忠の殺害によって、政元は義澄に代わる将軍候補を失ったため、義澄を廃することが不可能となり、しばらくは両者の間に小康状態が続いた。
12月25日、義澄は石清水八幡宮に一通の願文を奉納した。願文の5条目の中で、義稙やその弟・了玄の死をそれぞれ一条目と二条目で挙げており、自身の脅威となる義稙の一族の断絶を心から願っていたようである。他方、三条目では「威勢が出ること」、第四条では「諸大名が上洛すること」を願い、五条目では「自身の無病息災」を願っている。
文亀3年（1503年）5月、摂津守護代の薬師寺元一が阿波に赴き、阿波守護の細川成之と交渉し、細川澄元を政元の新たな養子にすることにした。これは、九条家出身の細川澄之を政元の後継者とすることにする細川一門の間で異論が出たことや、澄元の父・義春が死ぬまで政元に反抗的な態度を取り続けていたため、京兆家（細川氏本家）と阿波細川氏の結合を回復させる動きがあったとされている。そして、この澄元が政元の新たな後継者として認知され、澄之は後継者の地位を外されていった。
永正元年（1504年）閏3月、政元が突如、薬師寺元一を摂津守護代から解任しようとした。ところが、義澄がこの人事に介入し、政元に命じて解任を中止させたことで、元一から馬や太刀などを贈られている。
6月、義澄は政元と再び対立するようになった。当時の『大乗院寺社雑事記』永正元年6月26日条には、「公方（義澄）御進退、毎事細川（政元）の意に違う」と記されている。
9月、薬師寺元一と赤沢朝経が政元に背き、摂津で挙兵したが、政元によって鎮圧された。元一は自害させられたが、朝経は助命された。他方、元一と連携していた義稙派の畠山尚順が紀伊から和泉に攻め込んだが、彼らの援軍には間に合わなかった。
永正2年（1505年）正月、義澄は出仕してきた政元と酒宴の場で、大名政策を巡って激しく口論し、激怒した政元が勝手に退出する有様だった。この事件を機に、両者の関係が一挙に険悪となった。
5月に入っても、義澄と政元の対立は続いており、6月には政元が「遁世する」と言い出し、義澄がこれを止めている。以後、政元が東国に下向するなどと言い出しては、義澄がそのたびに止めるということが相次いだ。
同年末、畠山尚順が畿内で孤軍奮闘しつつも、その勢力を盛り返した。義稙はこれを知ると、大内義興と共に山口から周防府中まで兵を進めた。だが、京都では義澄と政元の対立が続いていたものの、畿内では政元を中心に細川一門が団結しており、この時の義稙の上洛は見送られた。
永正4年（1507年）5月6日、相国寺鹿苑院で足利義満の百回忌法会が行われたが、この法会は諸国への段銭の賦課、香典の徴収が行われるなど、幕府の一大行事として挙行された。かつての足利尊氏の百回忌法会には及ばなかったが、義澄は節目の仏事に無事にこなし、政元としばしば対立しつつも、一定の平穏を実現した。

### 永正の錯乱と亡命

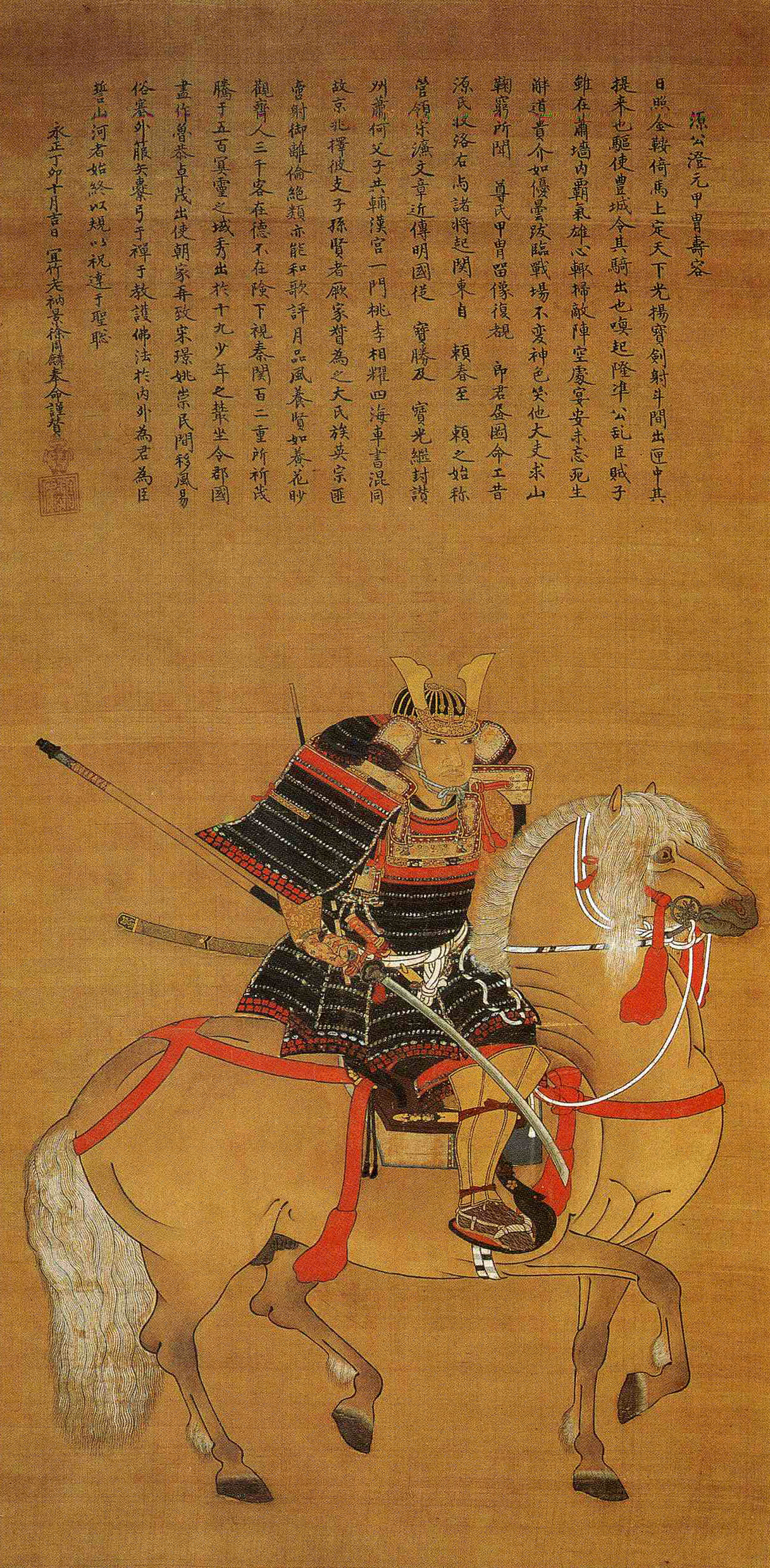
細川澄元

永正4年6月23日夜、政元が香西元長や薬師寺長忠ら家臣の反逆によって、突如として殺害されるに至った。政元は養子の細川澄元を後継者としたが、阿波細川氏の家臣・三好之長が台頭したため、他の家臣らは不満を持った。そのため、一部の家臣らは廃嫡された細川澄之のもとに参集し、澄之を新たな惣領にすべく、京都で決起したのであった（永正の錯乱）。
6月24日、澄之の軍勢は澄元邸を攻め、澄元を近江甲賀に追いやった。だが、政元の最初の養子でもある細川高国ら一門は、澄之に味方せず、逆に澄之を討つ準備を始めた。
7月8日、澄之が丹波から上洛すると、義澄は澄之を細川一門の惣領（京兆家の家督）と認めた。
8月1日、澄之は高国ら細川一門らによって自邸を攻められ、香西元長や薬師寺長忠らと共に殺害された（遊初軒の戦い）。澄之の死後、澄元は甲賀から帰京すると、澄之派の残党討伐に取り掛かり、10月には大和を掌握するなど、細川一門の惣領として基盤を築いた。
永正5年（1508年）正月、澄元が右京大夫に任官すると、2月に義澄は澄元を細川一門の惣領として認証した。澄元もまた、京都に接近しつつある義稙の軍勢を防ぐことを、義澄に約束した。
3月、澄元は自身に反発する細川一門に圧力をかけるため、高国を伊賀に追い払った。これは、澄元が庶家の阿波細川氏の出身でしかなく、政元を支えた細川一門になじみのある人物ではなかったことや、三好之長ら阿波細川氏の家臣の専横が目立つようになったため、多くの細川一門が澄元に反発した結果であった。だが、多くの細川一門や家臣はこれに同調せず、高国を支持したため、澄元は孤立した。
4月、高国が軍勢を率いて伊賀から京都に迫ると、澄元は京都から甲賀に逃げた。高国が上洛すると、細川一門や重臣による評議が開かれ、新たな惣領に選出された。ここに、細川氏も畠山氏や足利将軍家に続いて、高国流と澄元流に分裂するに至った（両細川の乱）。
だが、この頃になると、義稙と大内義興の軍勢が瀬戸内海を進み、京都に接近しつつあった。高国は義澄を奉じ、義稙・大内軍から京都を守らなくてはならなかったが、惣領として一門を掌握できておらず、また高国の惣領就任に反発する者もいた。そのため、高国はこの状況で戦うことは不可能と考え、義稙に降伏することを決断した。
4月16日夜、義澄は義稙と一戦も交えず、近臣らと共に京都を脱出し、19日に近江の六角高頼の配下である九里氏の居城・水茎岡山城に入った。義澄は高国ら細川一門に見捨てられたことで立場が苦しくなり、15年もの長きにわたり保持してきた京都を失う形となった。そして、義澄に代わる形で、6月8日に義稙が義興ら大内勢と共に入京した。

### 近江での亡命生活・義稙との攻防

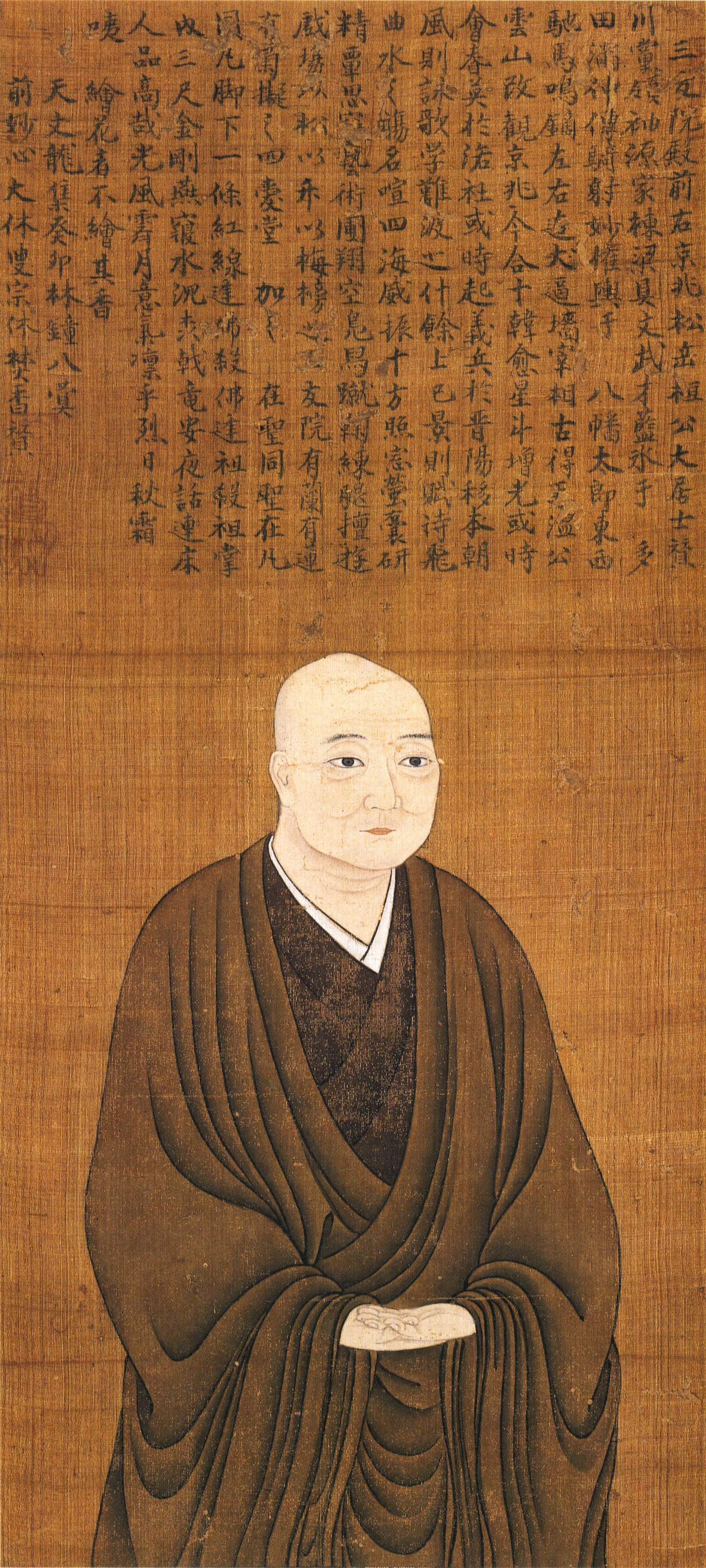
細川高国

7月1日、義植が朝廷から将軍に再任され、義澄は将軍を廃される形となった。そして、義稙は高国や大内義興、畠山尚順、畠山義元ら4人の在京大名によって支えられた。
永正6年（1509年）5月、義澄と澄元は連携し、澄元の重臣・三好之長に命じて、近江から京都に軍勢を進発させた。そして、その軍勢は京都に迫り、6月中旬には京都近郊の如意ヶ嶽に到達した。だが、義稙はすぐさま2～3万人の大軍を集め、如意ヶ嶽を包囲したため、3千人の澄元軍は戦意を喪失し、6月17日の夜半に暴風雨に紛れて近江に撤退した。
閏8月、澄元が義澄に断ったうえで、近江甲賀を去り、実家である阿波に戻った。これは、澄元が甲賀の拠点にすることでは勝利が難しいと判断したためであったが、義澄にとっては大きな支柱の喪失であった。
10月26日夜、義稙が就寝中、何者かが放った刺客に襲われ、暗殺されかかる事件が起こった。この事件は、劣勢からの巻き返しを図った義澄側の仕業とされたことで、義稙はその報復を計画した。そして、高国が近江の義澄征伐を担当することになった。
永正7年（1510年）2月16日、高国の近臣である雲龍軒（等阿弥）に率いられた軍勢2万が、京都から近江に向けて出陣した。そして、この軍勢は20日には琵琶湖を渡り、義澄のいる水茎岡山城に近い守山に布陣した。だが、義澄に味方する近江の国人衆がこれを迎撃し、21日には京都への退路を断たれて総崩れとなり、雲龍軒も討ち死にした。
高国の軍勢が敗北した要因としては、高国自身が細川一門の惣領となって日が浅かったことや、大内義興の協力がなかったことがあげられる。そのため、義澄らは大内勢を倒せなかったことを、「無念の次第」と悔しがっている。とはいえ、この戦いに勝利した義澄らの士気は大いに上がり、義稙に雌雄を決する戦いを挑もうとした。
永正8年（1511年）6月、義澄は義稙包囲網を形成すべく、自身の2人の息子である義維と義晴を、阿波の澄元と播磨の赤松義村にそれぞれ遣わした。他方、義澄を庇護していた六角高頼が義稙と内通しているとの噂が流れたため、2人の息子を別々の地域に送ろうとしたとする説もある。
同月下旬、義澄を支持する澄元が阿波で挙兵し、四国から瀬戸内海を渡り、播磨の赤松勢も味方につけ、高国の領国である摂津などを侵した。高国はこれを迎撃したが、今回も苦戦し、8月上旬に総崩れとなった（芦屋河原の合戦）。河内でもまた、畠山尚順が澄元派に敗北するなど、形勢が悪化した。
8月14日、義澄は義稙との決戦を間近に控える中、水茎岡山城で病死した。義稙との決戦直前での急死であることから、義稙側による暗殺も否定できないとする見方もある。 享年32（満30歳没）。

### 没後
8月16日、義稙は事態の悪化を受けて、自身の居所である吉良邸に火を放ち、一戦も交えることなく京都を離れた。そして、義稙は高国らに守られながら、丹波の神吉に退いた。その結果、澄元の先遣隊である細川政賢が京都に入城した。
義澄の死から9日後の8月23日、義澄派と義稙派との決戦である船岡山合戦が勃発した。だが、この戦いは政賢が討ち死にするなど、義澄派の大敗に終わった。
船岡山の敗戦直後、細川成之も死去したため、澄元は義澄を失ったことも相まって、阿波でしばらく雌伏の時を過ごした。他方、義稙は船岡山での勝利後、9月1日に京都に帰還した。
天文2年（1533年）9月12日、義澄は朝廷から太政大臣を追贈された。

## 人物・評価
- 義澄は戦国時代への転換期を生きた将軍であった[103]。明応の政変を契機として、在京大名の政治的発言力が強まり、義澄は細川政元や伊勢貞宗らの意見を尊重しなければならなかった[103]。だが、義澄は擁立当初は政元や貞宗に政務を委ねたが、成長するにつれて独自の政治主張を行い、自身の政策実現を果たしていった[103]。
- 公家の近衛尚通は、義澄が京都から出奔したことを受けて、「戦国の世の時の如し」と自身の日記で評している（『後法成寺関白記』（近衛尚通公記）永正5年4月16日条）[103][107]。日本の戦国時代の呼称は、これに由来するものである[107]。現職の将軍である義澄が前将軍の義稙のために京都を追われる姿は、武力で物事が決まる時代を象徴するものだったといえる[103]。
- 義澄は自身の政敵である義稙を、激しく敵視したことで知られる。例えば、文亀2年（1502年）12月25日に石清水八幡宮に奉納した願文では、義稙とその弟・了玄の死を願っているが、その中で「足利」の名字を使わずに「今出川」（義稙の父・義視は今出川殿と呼ばれていた）と呼び、義稙の実名を呼び捨てにしていることから、義澄の強い敵意が窺える[67]。
- 義稙は自身を支える細川政元とも激しく対立したが、その理由の一つは儀礼に関する認識の差であった[66]。例えば、義澄の元服式は政元の我儘で延期させられ、参議及び左近衛中将昇進の晴れ舞台に合わせた拝賀や後柏原天皇の即位礼費用の献上もまた、政元によって中止させられた[62]。儀礼の再興は、朝廷と幕府が戦乱から再興しつつあることを世間に示す好機であったが、政元からすれば「大規模な儀礼は末代の今不要」であり、無意味なものであるとの認識だった[67]。政元の認識は現実に即したものだったが、儀礼を重んじる義澄との間に対立を生むことになったと考えられる[67]。
- 義澄は政策面でも政元と激しく対立していた。例えば、義澄は義稙に内通した公家や寺社の領地である寺社本所領を闕所とし、それを幕臣に与えていた[60]。当時、幕臣の所領が各地の諸勢力らによって押領されており、義澄は困窮する幕臣のために寺社本所領を替地として与えていた[60]。だが、政元は寺社本所領の闕所地化に反対しており、政元が出奔していることからも、義澄は政元の意見を聞き入れなかったようである[60]。
- とはいえ、義澄は政元と対立しつつも、政元に自身の要求の一部を飲ませている[66]。政元に行った要求のうち、後柏原天皇の即位礼など実現しなかった要求も多かったが、最大の目的であった義忠の殺害や、武田元信の相伴衆任命なども実現させている[66]。このように、義澄は時に自身の隠居を政治的手段として用い、政元を動かす政治力を発揮している[66]。
- 義澄の政敵である義稙や、義澄の孫である義輝・義昭兄弟が、大名らとの対立によって殺害・追放されたのに対し、義澄は政元と良好な関係を構築できなかったものの、政権を維持し続けたことは評価すべき点である[108]。また、義澄は将軍と在京大名が共存して幕府を運営する理想的な形を作り、それはライバルの義稙のみならず、子息の義晴にも継承されていった[108]。

## 墓所・肖像・木像
墓所
法号は法住院殿旭山道晃。墓所は不明だが、山梨県笛吹市芦川町鶯宿に義澄の墓と伝えられる五輪塔がある。
肖像・木像
確実な肖像画は伝存していないが、木像としては、等持院像・鑁阿寺像などが知られている。

## 年譜
- 明応2年（1493年）4月28日、従五位下に叙して[注釈 4]、義遐と名乗る。
- 同（1493年）6月19日、義高と改名する。
- 明応3年（1494年）11月24日、正五位下に叙し、左馬頭に任ず。
- 同（1495年）12月27日、征夷大将軍に任ず。
- 文亀2年（1502年）7月12日、従四位下に叙し、参議に任ず。左近衛中将を兼ねる。
- 同（1502年）7月21日、義澄と改名する。
- 文亀3年（1503年）1月14日、従三位に叙す。
- 永正5年（1508年）4月16日、征夷大将軍・参議・左近衛中将解官。
- 永正8年（1511年）8月14日、死去。
- 永正18年（1521年）8月12日、贈従一位・左大臣。
- 天文2年（1533年）9月12日、贈太政大臣。

## 偏諱を受けた人物

### 「義」の字
- 大友義親（義長）
- 斯波義達（のちの義敦）[注釈 5]

### 「高」の字
- 足利高基（初め高氏） > 高基の偏諱を受けた人物（小山高朝・簗田高助ほか）
- 上野高直（上野信孝から備中上野氏の家督を継いだとされる）
- 海老名高定
- 海老名高助
- 大内高弘
- 大崎高兼
- 大舘高信（大館高信とも、尚氏の子、晴光の兄）
- 葛西高信（のちの晴胤）
- 京極高清[注釈 6]
- 少弐高経
- 千秋高季（室町幕府奉公衆・熱田大宮司家一族（藤原季範の末裔））
- 伊達高宗（のち義澄廃位後に将軍職に復帰した足利義稙から偏諱を賜り「稙宗」に改名）
- 南部高信
- 仁木高長（仁木氏）
- 日野高光（のち澄光に改名、下記参照。）
- 細川高国
- 細川高基（高国の従兄弟）
- 細川高久 - 近江佐々木氏の一門・大原氏の出身で将軍家の近臣。一部で細川幽斎の養父または養祖父であったとする説がある。
- 六角高頼 - 義澄の義父（継室の父）。初名は行高。

※年代的に近い人物に畠山高政がいるが、高政は大永7年（1527年）生まれで、本文の通りこの当時義高（義澄）は将軍職を辞しているので偏諱を受けていない人物と分かる。

### 「澄」の字
（＊一部を除き、「澄」の読みは「すみ」。）
- 澄祝（ちょうしゅく、僧、白山本宮惣長吏、岳父は勧修寺政顕。）
- 澄清（ちょうせい、僧、石清水八幡宮検校、外孫に勧修寺尹豊。）
- 荒川澄宣（あらかわ すみのぶ） - 子に晴宣、玄圃霊三、松井正之室。玄圃霊三は南禅寺の僧で崇伝が師事した人物でもある。
- 有馬澄則（ありま すみのり） - 摂津有馬氏・有馬元家の孫、父は則秀、孫に重則。幼名は慶寿丸。赤松氏家臣の浦上則宗によって赤松氏宗家の当主に擁立される。
- 上野澄相（うえの すみすけ） - 足利氏庶流上野氏嫡流・上野尚長の子。弟・上野信孝と同じく民部大輔。
- 小笠原澄長（小笠原元宗の弟）
- 白井澄胤（しろい/しらい すみたね） - 千葉氏支流・若狭白井氏 当主。
- 大宝寺澄氏（武藤澄氏）
- 高梨澄頼
- 日野澄光（高光から改名）- 徳大寺実淳の次男。細川高国とは親戚関係にある。のち内光に改名。
- 畠山澄重（畠山中務少輔家、畠山政光の子）
- 細川澄元
- 細川澄之 - 公家・九条家の出身で、義澄の母方の従兄弟にあたる（外祖父（母方の祖父）が同じく武者小路隆光）。
- 細川澄賢（ほそかわ すみかた）- 細川政賢の子。母は阿波守護家・細川義春の娘で澄元の甥にあたる。細川高国とは義兄弟（姉または妹が高国の妻）。
- 山名澄之

## 関連作品
TVドラマ
- 『花の乱』（1994年、NHK大河ドラマ、演：羽江幹朗）
- 『塚原卜伝』（2011年、NHKBS時代劇、演：永友イサム）